# داینامیکس
داینامیکس (انگلیسی: Dynamix) شرکت بازی ویدئویی آمریکایی است، که در سال ۱۹۸۴ تأسیس شد.